# Symphonic Variations
Symphonic Variations è un balletto in un atto di Sir Frederick Ashton su musica omonima (M. 46) di César Franck. La prima, eseguita dal Sadler's Wells Ballet, ebbe luogo alla Royal Opera House, Covent Garden, il 24 aprile 1946 in un triplo cartellone; le altre opere erano Les Patineurs di Ashton e Adam Zero di Robert Helpmann. Il balletto è stato diretto da Constant Lambert e la scenografia è stata progettata da Sophie Fedorovitch.

## Sfondo
Durante la seconda guerra mondiale, Ashton ha ascoltato molto le Variazioni sinfoniche di Franck e ha deciso di sviluppare uno scenario elaborato da impostare sulla musica. Constant Lambert, direttore musicale del Sadler's Wells Ballet, inizialmente si oppose all'uso della musica di Franck per un balletto; Ashton ha abbandonato il suo scenario originale e ha creato un balletto astratto. Durante la guerra, il repertorio era diventato sempre più letterario e lo scopo di Ashton era quello di contrastare questo. Non era sua intenzione mostrare l'ingenuità dell'invenzione, ma costruire un pezzo più astratto, mettendo tre uomini e tre donne che danzano sulla vasta distesa del palcoscenico dell'Opera House senza ingombri di scenari ed effetti.

## Descrizione
Il critico A V Coton ha descritto il balletto:
Il sipario si alza su un vasto palcoscenico, e davanti al fondale infossato di bianco e verde spruzzato si vedono sei ballerini immobili e minuti, vestiti tutti di bianco, con un piccolo rilievo nero qua e là. Nulla viene detto su luogo, persona, condizione o circostanza. ... La disparità tra queste persone e tutta la vasta area della loro azione propone un immaginario di infiniti. ... In ognuno di questi casi un coreografo di sicura maestria, muovendosi forse in una certa misura deliberatamente e in una certa misura intuitivamente, ha riaffermato la funzione primaria della danza teatrale rimodellando il materiale di base in un nuovo ed eccitante assemblaggio di immagini.

## Cast
Nella stagione d'apertura
- Margot Fonteyn
- Moira Shearer
- Pamela May
- Michael Somes
- Brian Shaw
- Henry Danton

Nella stagione successiva Shaw e Danton furono sostituiti da John Hart e Alexander Grant. Nella prima produzione e nei primi revival il lavoro era considerato come una richiesta tale da far sì che i ballerini non prendessero parte a nessun altro balletto sul conto della stessa sera. Margaret Dale in una conversazione con David Vaughan ha commentato: "Anche se le variazioni sinfoniche più di ogni altro balletto creano una sensazione di serenità, per i ballerini, all'inizio è stata una 'maratona assoluta', e ha fatto loro richieste che non erano mai state fatte prima ... Era una prova di resistenza assoluta che pochissimi ballerini britannici potevano sopportare in quel momento".

## Critica
Dalla prima in poi il lavoro è stato molto apprezzato dalla critica. Il Manchester Guardian ha definito la coreografia "rara, coraggiosa e stimolante", con la riserva che la prominenza della parte di pianoforte concertante nella partitura non si rispecchiava in una parte altrettanto prominente per la prima ballerina. The Observer ha ritenuto il pezzo "affascinante ed emozionante". Il Times ha detto:
Mr. Frederick Ashton ha ideato un balletto per sei ballerini senza dramma e senza caratterizzazione, un balletto "puro", in cui l'interesse è interamente concentrato sulla danza e sul suo rapporto con la musica. Il fatto che il nuovo balletto attiri l'attenzione dal primo quadro immobile fino a quando i ballerini non sprofondano di nuovo nel riposo alla fine è una misura del successo del signor Ashton. 
I critici successivi hanno considerato il lavoro in modo simile. AV Coton del Daily Telegraph affermò nel 1967 che Symphonic Variations "rimane il capolavoro assoluto e indiscutibile di Ashton, una perfetta fusione di idee sulla danza stilizzata, la luce, lo spazio, la musica lirica romantica e il costume eroico, che crea uno spettacolo che richiama mettere in dubbio il valore di quasi tutti gli altri balletti del repertorio moderno". John Percival di The Times ha osservato della stessa produzione: "Opportunamente, il fulcro di questo programma è stato un revival di Variazioni sinfoniche ... come molti di noi pensano che il miglior lavoro mai creato per questa compagnia".
Nel 2004 Cristina Franchi l'ha definita "Un'opera di pura danza classica di grande bellezza e semplicità".

## Revival
Nel novembre 1967, il Royal Ballet mise in scena un revival di tre opere di Ashton: Symphonic Variations faceva parte di quel triplo cartellone con Les Patineurs e Persephone. I ballerini in Variazioni sinfoniche erano:
- Merle Park
- Ann Jenner
- Jennifer Penny
- Donald MacLeary
- Graham Usher
- Michael Coleman

Il lavoro è stato portato in tournée dalle compagnie Royal Ballet e Birmingham Royal Ballet, con produzioni nel 1970, con Antoinette Sibley e Anthony Dowell nel cast, e nel 1992, sotto la direzione di Michael Somes. Altre compagnie hanno messo in scena il lavoro, tra cui il Dutch National Ballet (1989); American Ballet Theatre (1992); il National Ballet of Canada (1996); e San Francisco Ballet (2004). Questo brano è stato anche eseguito dalla University of North Carolina School of the Arts (2018), essendo l'unica scuola ad aver mai eseguito il lavoro.